# گیرنده ۲ بی سروتونین
گیرنده ۲ بی سروتونین (انگلیسی: 5-HT2B receptor) یک پروتئین است که در انسان توسط ژن «HTR2B» کُدگذاری می‌شود. این گیرنده یکی از زیرگروه‌های خانوادهٔ گیرنده ۲ سروتونین است که به پیام‌رسان عصبی «سروتونین» (۵-هیدروکسی‌تریپتامین) متصل می‌شود.

## عملکرد
در دستگاه قلبی-عروقی، این گیرنده سبب تنگی عروق و تغییر شکل پلاکت‌ها می‌شود. در دستگاه عصبی مرکزی، این گیرنده حساسیت لمسی به محرک‌ها را افزایش داده و برخی اثرات توهم‌زای آمفتامین‌های جایگزین‌شده را کنترل می‌کند و همچنین تأثیرات رفتاری دارد. میزان تولید این گیرنده در کلیه و کبد بسیار زیاد است، حال آنکه در قشر مخ، مغز، لوزالمعده و طحال چندان زیاد نیست.
این گیرنده همچنین در تنظیم رهاسازی سروتونین از طریق حامل‌های آن نقش دارد و در تنظیم سطح خونی آن و آزادسازی غیرطبیعی و حاد آن توسط داروهایی چون اکستازی مؤثر است. جالب آنکه علی‌رغم این نقش مهم، فعال شدنِ گیرنده ۲ بی سروتونین اثر محافظتی در برابر بروز سندرم سروتونین در اثر افزایش سطح خارج‌سلولی آن دارد.

## اهمیت بالینی
این گیرنده نقش مهمی در نارسایی دریچه قلب ناشی از مصرف داروها دارد.

## لیگاندها
تاکنون چندین لیگاند انتخابی برای گیرنده ۲ بی سروتونین (5-HT2B) شناسایی یا ساخته شده‌است.

### برخیآگونیست‌ها

#### غیراختصاصی
- اکستازی[۱۴]
- کابرگولین
- نورفن‌فلورآمین[۱۵]
- برومو-دراگون‌فلای
- دی‌متیل‌تریپتامین
- ۵-مئو دی‌ام‌تی
- ال‌اس‌دی
- سیلوسین[۱۶]
- زایلومتازولین
- اوکسی متازولین
- کینیدین
- متیل ارگونوین
- ارگوتامین

### برخیآنتاگونیست‌ها
- آگوملاتین (نوعی آگونیست گیرندهٔ Mt1/Mt2 ملاتونین که خواص آنتاگونیستی ضعیف روی گیرنده‌های 5-HT2B و 5-HT2C دارد).[۱۷]
- آری پیپرازول
- کلوزاپین
- لیسوراید (نوعی آگونیست دوپامین از گروه ارگولین‌ها که در ضمن آنتاگونیست 5-HT2B[۱۸] و آگونیست دوتایی 5-HT2A/C[۱۹] است).
- تگاسرود (در واقع یک آگونیست 5-HT4) است، اما خواص آنتاگونیستی برای گیرندهٔ 5-HT2B هم دارد).[۲۰]
- پرومتازین[۲۱]

## کاربردهای احتمالی در آینده
پژوهش‌هایی در سال‌های اخیر دربارهٔ احتمال استفاده از آنتاگونیست‌های گیرنده ۲ بی سروتونین در درمان بیماری قلبی-عروقی مزمن صورت پذیرفته‌است. همچنین برخی مطالعات حاکی از نقش این گیرنده در بازسازی بافت کبد است.